# Список многократных кавалеров ордена Трудового Красного Знамени
В списке представлены кавалеры советского ордена Трудового Красного Знамени, награждённые этим орденом четыре и более раз.

## Многократные кавалеры

### Шесть орденов Трудового Красного Знамени
- Беляев, Николай Николаевич (1911—1975), главный инженер Главного управления Министерства оборонной промышленности СССР (20.04.1956; 21.12.1957; 09.09.1961; 28.07.1966; 25.10.1971; 17.02.1975).
- Безсонов, Николай Степанович (1893—1981), заместитель министра оборонной промышленности СССР[1].
- Брежнев, Михаил Александрович (1918—1973), заместитель министра общего машиностроения СССР (1945, 1948, 1954, 1961, 1966, 1971).
- Везиров, Сулейман Азадович (1910—1973), заместитель председателя Президиума Верховного Совета Азербайджанской ССР (06.02.1942; 28.01.1950; 15.05.1951; 10.12.1960; 23.05.1966; 25.08.1971).
- Голиков, Константин Николаевич (1910—1979), председатель Омского областного исполнительного комитета[2].
- Горяинов, Макар Фёдорович (1905—1990), инженер-конструктор военной техники, генерал-майор итс.
- Протозанов, Александр Константинович (1914—2006), первый секретарь Восточно-Казахстанского обкома партии (30.08.1957; 20.06.1958; 14.08.1964; 23.01.1968; 10.12.1973; 03.03.1980).
- Смеляков, Николай Николаевич (1911—1995), заместитель министра внешней торговли СССР (14.09.1943; 21.12.1957; 29.04.1961; 17.12.1966; 27.04.1971; 15.06.1976).
- Соловьёв, Леонид Николаевич (1906—1993), Чрезвычайный и Полномочный посол СССР в Монголии (11.07.1945; 25.01.1956; 6.12.1957; 22.01.1966; 31.12.1966; 22.10.1971).
- Сорокин, Алексей Иванович (1909—1984), заместитель Министра строительства предприятий нефтяной и газовой промышленности СССР. (1944, 1958, 1966, 1971, 1976, 1979)
- Шаймерденов, Жамалбек Шаймерденович (1928—1998) — советский государственный и общественный деятель Казахстана, ветеран труда. (1966, 1971, 1972, 1973, 1976, 1978)

### Пять орденов Трудового Красного Знамени
- Абдалин, Александр Степанович (1906—1978), заместитель председателя Президиума Верховного Совета Узбекской ССР.
- Абдуллаев, Гуламмахмуд (1900—1981), председатель правления колхоза имени Карла Маркса Калининского района Ташкентской области.
- Абдуразаков, Малик Абдуразакович (1919-1973), первый секретарь Ташкентского областного комитета КП Узбекистана.
- Алексенко, Геннадий Васильевич (1906—1981), заместитель председателя Государственного комитета СМ СССР по науке и технике.
- Алиева, Сакина Аббас кызы (1925—2010), председатель Совета Министров Нахичеванской АССР.
- Бахтов, Константин Константинович (1912—?), торговый представитель СССР во Франции.
- Белов, Александр Фёдорович (1906—1991), академик (металлургия) (10.02.1939; 4.01.1954; 12.07.1957; 17.09.1975; 7.08.1986).
- Бойко, Константин Петрович (1913—2000), управляющий делами Совета Министров УССР.
- Большаков, Кирилл Андреевич (1906—1992), ректор МИТХТ.
- Бохиров, Солиджон Бохирович (1923—1989), заведующий отделом административных органов ЦК КП Таджикистана.
- Бурмистров, Александр Александрович (1909-1989), заместитель Председателя Совета Министров Украинской ССР.
- Буров, Иван Михайлович (1920—1998), 1-й секретарь Павлодарского областного комитета КП Казахстана.
- Васильев, Александр Иванович (1913—1987), заместитель министра автомобильной промышленности СССР.
- Власов, Павел Семёнович (1901—1987), Герой Социалистического Труда, директор Новосибирского завода химконцентратов (17.05.1939; 27.10.1951; 11.09.1956; 7.03.1962; 29.07.1966).
- Головченко, Фёдор Петрович (1918—2001), министр автомобильного транспорта Украинской ССР.
- Горбунов, Яков Григорьевич (1900—1972), управляющий трестом «Запнефтесибстрой».
- Графов, Леонид Ефимович (1909—1978), заместитель министра угольной промышленности СССР.
- Грен, Арнольд Карлович (1920—2011), сов. дипломат, партийный и гос. деятель.
- Гришин, Иван Тимофеевич (1911—1986), заместитель министра внешней торговли.
- Гундобин, Николай Алексеевич (1904—1980), Герой Социалистического Труда, 1-й заместитель министра путей сообщения СССР (23.11.1939; 6.09.1947; 1.02.1957; 4.08.1966; 18.01.1978).
- Гурский, Георгий Васильевич (1907—?), советский металлург, лауреат Ленинской премии.
- Докукин, Александр Викторович (1909—1984), член-корреспондент АН СССР.
- Захаров, Андрей Андреевич (1912—2000), заместитель министра электронной промышленности СССР.
- Ильичёв, Леонид Фёдорович (1906—1990), секретарь ЦК КПСС (11.07.1945; 8.07.1949; 15.02.1961; 23.03.1966; 15.03.1976)
- Ишантураева, Сара Абдурахмановна (1911—1998), народная артистка СССР (31.05.1937; 16.01.1950; 06.12.1951; 11.01.1957; 18.03.1959)
- Карамов, Вагаршак Джавадович (1900—1956), начальник Таджикэнергостроя.
- Карлов, Владимир Алексеевич (1914—1994), Герой Социалистического Труда, зав. с/х отделом ЦК КПСС (19.09.1952; 11.01.1957; 17.03.1964; 1.03.1965; 13.04.1981).
- Кимстач, Александр Карлович (1908—1982), начальник Северо-Кавказской железной дороги.
- Кривошеев, Владимир Иванович (1912—1979), заместитель председателя Госплана УССР.
- Курбанов, Аман Мамедович (1912—?), министр социального обеспечения Туркменской ССР.
- Курчатов, Борис Васильевич (1905—1972), доктор химических наук, брат И. В. Курчатова.
- Лалаянц, Аркадий Макарович (1910—1993), заместитель председателя Госплана СССР.
- Левин, Анатолий Яковлевич (1909—?), авиаконструктор (1938; 1944; 12.07.1957; 1976; 23.06.1981)
- Леонтович, Михаил Александрович (1903—1981), академик, физик.
- Ливенцов, Василий Андреевич (1914—2004) — партийный деятель (9.04.1947; 11.01.1957; 15.01.1964; 3.03.1980; 13.01.1984).
- Лысенко, Иван Петрович (1918—1986), председатель исполкома Киевского областного Совета народных депутатов (1967—1984)
- Малетин, Павел Андреевич (1905—1969), заместитель министра финансов (1939—1945, 1960—1969).
- Новиков, Донат Павлович (1909—1974), заместитель министра химической промышленности (1942—1958).
- Петухов, Константин Дмитриевич (1914—1981), Герой Социалистического Труда, ген. директор ПЭМСО «Динамо» (5.06.1942; 5.08.1944; 8.12.1951; 20.04.1956; 21.12.1957).
- Поборчий, Александр Павлович (1908—1984), Герой Социалистического Труда, заслуженный строитель Украинской ССР (7.06.1947; 23.01.1948; 25.05.1953; 11.08.1966; 25.08.1971).
- Посконов, Алексей Андреевич (1904—1969), председатель Правления Госбанка СССР (1963—1969).
- Расизаде, Шамиль Алиевич (1916—1993), заместитель председателя Совета министров Азербайджанской ССР (23.II.1944; 30.IV.1966; 27.VIII.1971; 12.XII.1973; 23.II.1981).
- Рахматов, Шариф (1910—?), председатель Горно-Бадахшанского облисполкома.
- Романов, Алексей Владимирович (1908—1998), главный редактор газеты «Советская культура».
- Смирнов, Григорий Лаврентьевич (1910—1981), первый заместитель председателя Государственной плановой комиссии РСФСР.
- Соснов, Иван Дмитриевич (1908—1993), министр транспортного строительства СССР (30.07.1942; 1.03.1944; 23.03.1956; 2.06.1962; 31.12.1969).
- Спиваковский, Александр Онисимович (1888—1986), советский учёный в области промышленного транспорта и горного машиностроения (1942, 1943, 1948, 1967, 1975).
- Таирова, Таира Акпер кызы (1913—1991), министр иностранных дел Азербайджанской ССР.
- Тамара Ханум (1906—1991), народная артистка СССР (1956), узбекская танцовщица (1937; 1950; 6.12.1951; 18.03.1959; 17.02.1967).
- Чибисов, Константин Владимирович (1897—1988), член-корреспондент АН СССР (1946).
- Чикин, Семён Яковлевич (1916—?), дмн, проф., заместитель министра здравоохранения РСФСР.
- Шальников, Александр Иосифович (1905—1986), академик АН СССР (10.06.1945; 29.10.1949; 04.01.1954; 11.09.1956; 17.09.1975).
- Шамсудинов, Фахредин Шамсудинович (1907—1983), первый секретарь Ферганского областного комитета КП Узбекистана.
- Шмарёв, Алексей Тихонович (1913—1993), советский государственный и хозяйственный деятель.
- Шубладзе, Константин Константинович (1907—1985), первый заместитель министра мелиорации и водного хозяйства СССР.
- Якимов, Владимир Николаевич (1911—1989), секретарь Башкирского обкома КПСС.